# Tour della nazionale maschile di rugby a 15 dell'Irlanda 1952
Il Tour della Nazionale di rugby a 15 dell'Irlanda 1952 fu una serie di incontri di rugby union disputatesi in Sud America nel 1952.
Nel 1952 la Nazionale irlandese di Rugby Union si recò in Argentina e Cile per un tour di circa un mese nelle province. Disputò 9 incontri, vincendone 8 e perdendone 1. Nessuno di essi è classificato come test-match ufficiale.
Il tour fu "disturbato" dalla morte di Evita Perón, avvenuta il 26 luglio e il conseguente lutto nazionale, per il quale vennero annullati i match in programma tra il 3 e il 10 agosto, con un calendario rivisto di conseguenza.
Da segnalare che la vittoria del Club Pucarà, fu la prima di una squadra argentina contro una squadra non sudamericana.

## Il team
- G. P. S. Hogan (manager)
- V. E. Kirwan (coach)
- R. W. Jeffares (segretario)
- R. J. Gregg
- M. F. Lane
- R. R. Chambers
- J. R. Notley
- M. F. D. Hillary
- W. J: Hewitt
- J. A. O'Meara
- M. J. G. Birthistle
- W. A. O'Neill
- J. H. Smith
- P. J. Lawlor
- A. F. O'Leary
- J. S. McCarthy
- D. J. O'Brien
- P. J. Kavanagh
- F. E. Anderson
- P. P. Traynor
- M. J. Dargan
- J. R. Kavanagh
- D. Crowley
- J. T. C. Horgan

## Risultati
| Santiago del Cile 9 agosto 1952 | Cile | 0 – 30 | Irlanda XV | Prince of Wales CC |

| Buenos Aires 12 agosto 1952 | Capital | 6 – 12 | Irlanda XV | Gymnasia y Esgrima |

| Buenos Aires 15 agosto 1952 | Pucara | 11 – 6 | Irlanda XV | Gymnasia y Esgrima |

| Buenos Aires 17 agosto 1952 | Provincia | 6 – 6 | Irlanda XV | Gymnasia y Esgrima |

| Buenos Aires 21 agosto 1952 | Argentina A | 3 – 19 | Irlanda XV | Gymnasia y Esgrima |

| Arbitro: | Ossie Glasgow |

|                           |           |               |
| c.p.: Fernandez del Casal | Marcatori | mete: O'Meara |

| Buenos Aires 28 agosto 1952 | Argentina B | 3 – 25 | Irlanda XV | Gymnasia y Esgrima |

| Arbitro: | Ossie Glasgow |

|  |           |                       |
|  | Marcatori | c.p.: Dargan, Hillary |

| Buenos Aires 3 settembre 1952 | C.U.B.A. | 11 – 19 | Irlanda XV | Gymnasia y Esgrima |